# Лингис, Альфонсо
Альфонсо Лингис (англ. Alphonso Lingis; 23 ноября 1933, Crete, Иллинойс — 8 мая 2025) — американский философ, писатель и переводчик с литовскими корнями, почётный профессор философии Университета штата Пенсильвания. Его специализацией были феноменология, экзистенциализм и этика. Лингис также известен как фотограф, и он дополнял философские темы многих своих книг собственными фотографиями. Он умер 8 мая 2025 года в возрасте 91 года.

## Карьера
Лингис учился в Университете Лойолы в Чикаго, затем продолжил обучение в аспирантуре Католического Лёвенского университета в Бельгии. Его докторская диссертация, написанная под руководством Альфонса де Вальенса, представляла собой обсуждение французских феноменологов Мориса Мерло-Понти и Жана-Поля Сартра. Вернувшись в Соединённые Штаты, Лингис вошёл в преподавательский состав Университета Дюкейн в Питтсбурге. В середине 1960-х годов он перешёл в Университет штата Пенсильвания, где опубликовал множество научных статей по истории философии, развив страстное увлечение континентальной философией, которое сыграло решающую роль в его дальнейшей книжной карьере. Лингис также начал работать над своими переводческими проектами, и в течение многих лет переводил таких авторов, как Эммануэль Левинас, Морис Мерло-Понти и Пьер Клоссовски.
Его первой книгой была «Излишества» (1983), которая открыла серию: антропологические, о богатых людях, книги, посвящённые континентальной философии. В 1994 году Лингис опубликовал ещё три книги за один год: «Сообщество тех, у кого нет ничего общего», «Злоупотребления» и «Чужие тела». Среди последующих книг — «Доверие» (2004), «Трансформации тела» (2005), «Первое лицо единственного числа» (2007), «Насилие и великолепие» (2011) и «Безвозвратность: философия смертности» (2018). В перечисленных выше книгах философский стиль Лингиса является инстинктивным, иногда непристойным и (мягко говоря) за пределами добра и зла. Девиз Лингиса из Abuses (1994) о том, что «Непрожитая жизнь не стоит изучения», категорически подчёркивается в этих книгах. С другой стороны, «феноменологические» монографии Лингиса (например, «Императив» (1998)) подчёркивают сократовскую точку зрения о том, что «неисследованная жизнь не стоит того, чтобы её проживать».

## Книги
- Excesses: Eros and Culture (1983)
- Libido: The French Existential Theories (1985)
- Phenomenological Explanations (1986)
- Deathbound Subjectivity (1989)
- The Community of Those Who Have Nothing in Common (1994)
- Abuses (1994)
- Foreign Bodies (1994)
- Sensation: Intelligibility in Sensibility (1995)
- The Imperative (1998)
- Dangerous Emotions (2000)
- Trust (2004)
- Body Transformations (2005)
- The First Person Singular (2007)
- Wonders Seen in Forsaken Places: An Essay on the Photographs and the Process of Photography of Mark Cohen (2010)
- Contact [фотографии] (2010)
- Violence and Splendor (2011)
- The Alphonso Lingis Reader, редактор Tom Sparrow (2018)
- Irrevocable: A Philosophy of Mortality (2018)

Переводы (с французского на английский)
- Emmanuel Levinas, De l’existence à l’existant (1947). Переведено Лингисом как Existence and Existents (2001).
- Emmanuel Levinas, Totalité et infini: essai sur l’extériorité (1961). Переведено Лингисом как Totality and Infinity: An Essay on Exteriority (1969).
- Emmanuel Levinas, Autrement qu’être ou au-delà de l’essence (1974). Переведено Лингисом как Otherwise than Being, or Beyond Essence (Springer, 1991). ISBN 978-90-247-2374-4
- Maurice Merleau-Ponty, Le visible et l’Invisible (1964). Переведено Лингисом как The Visible and the Invisible (1968).
- Pierre Klossowski, Sade, mon prochain (1947). Переведено Лингисом как Sade My Neighbor (1991).